# La Rochette Volley 2009-2010
Questa voce raccoglie le informazioni riguardanti il La Rochette Volley nelle competizioni ufficiali della stagione 2009-2010.

## Stagione
La stagione 2009-10 è per il La Rochette Volley, che ad inizio annata muta la propria denominazione dalla precedente di Melun Val de Seine La Rochette Volley-Ball, la quindicesima in Ligue A: tuttavia, a una settimana dall'inizio del campionato la società decide di ritirarsi da tutte le competizione che avrebbe dovuto disputare per problemi finanziari.

## Organigramma societario
Area direttiva
- Presidente: Jean-Pierre Lamon

Area tecnica
- Allenatore: Sébastien Martin

## Rosa
| N° | Nome                  | Ruolo | Data di nascita   | Nazionalità sportiva |
| -- | --------------------- | ----- | ----------------- | -------------------- |
| 1  | Émilie Saffaro        | L     | 19 settembre 1983 | Francia              |
| 3  | Kateřina Chroustovská | P     | 4 luglio 1980     | Rep. Ceca            |
| 4  | Laurianne Delabarre   | P     | 24 aprile 1987    | Francia              |
| 5  | Eszter Kovács         | C     | 13 febbraio 1984  | Ungheria             |
| 6  | Cécilia Lazo          | L     | 2 gennaio 1978    | Spagna               |
| 7  | Thaís dos Santos      | S     | 4 ottobre 1983    | Brasile              |
| 8  | Danica Repáková       | S     | 25 agosto 1980    | Slovacchia           |
| 9  | Pauline Soullard      | C     | 24 aprile 1985    | Francia              |
| 10 | Magdalena Králiková   | C     | 25 gennaio 1980   | Rep. Ceca            |
| 11 | Rita Liliom           | S     | 23 maggio 1986    | Ungheria             |
| 12 | Bianca Moreira        | S     | 14 ottobre 1979   | Brasile              |